# يفغيني تشازوف
يفغيني إيفانوفيتش تشازوف (بالروسية: Евгений Иванович Чазов) (من مواليد 10 يونيو 1929 - 12 نوفمبر 2021) هو طبيب بارز في الاتحاد السوفيتي وروسيا، متخصص في أمراض القلب، رئيس المديرية الرابعة لوزارة الصحة في الاتحاد السوفياتي، أكاديمي في الأكاديمية الروسية للعلوم والأكاديمية الروسية للعلوم الطبية، الحائز على العديد من الجوائز والأوسمة السوفيتية والروسية والأجنبية. وهو خريج معهد كييف الطبي. بصفته رئيس المديرية الرابعة في وزارة الصحة السوفيتية، التي كانت ترعى القادة السوفييت، يُنظر إليه على نطاق واسع على أنه شخص مسؤول عن صحة القيادة السوفيتية، على الرغم من أنه نفى أحيانًا أنه كان «طبيبهم الشخصي».